# Gál Károly (hegedűművész)
Gál Károly (Mezőberény, 1939. június 19. – Miskolc, 2007. szeptember 25.) hegedűművész, tanár, koncertmester.

## Élete, munkássága
Gál Károly apja műkedvelő hegedűs volt, gyerekkorában az ő hegedűjét próbálgatta először. Egy képzett cigányzenész tanácsára kezdték zenei képzését, így zenei tanulmányait 1949-ben a békéscsabai zeneiskolában kezdte, 1951-ben Békéstarhoson, majd 1953-tól a budapesti Zenei Gimnáziumban folytatta. 1958-ban felvették a Zeneakadémiára, ahol Katona Béla volt a tanára. Zenei tanulmányai mellett 1960-tól Tatán már tanított is a zeneiskolában. A főiskolán 1963-ban szerezte meg hegedűművészi–tanári oklevelét.
Tanára javaslatára Miskolcon, a Bartók Béla Zeneművészeti Szakközépiskolában vállalt állást, és mivel a Miskolci Szimfonikus Zenekar is 1963-ban alakult meg, ennek az első koncertmestere lett. 1967-ben, amikor megalakult a Zeneakadémia Miskolci Tanárképző Intézete, főiskolai tanársegédi, majd 1979-től adjunktusi kinevezést kapott. 1972-ben megalakította a nevét viselő Gál Vonósnégyest, amelynek 1986-ig, fennállásáig volt a művészeti vezetője. A Főiskolán 1980-tól docensi, majd 1987-től főiskolai tanárként dolgozott. 1982-ben – tanítványai kezdeményezésére és közreműködésével – megalakította a Reményi Ede Kamarazenekart, amelynek csaknem haláláig művészeti vezetője maradt. 1989-től 2004-ig vezette a vonós tanszéket.
Gál Károly kiemelkedő tanárszemélyiség volt, akinek a tanítványai az ország számos szimfonikus zenekarában, de még külföldön is játszanak és sok iskolában tanítanak. A Miskolci Szimfonikus Zenekar előadásain előfordult, hogy a szolgálatra kijelölt 26 hegedűsből húsz az ő tanítványa volt. Gál Károly szerepe meghatározó volt a zenekar fejlődésében, hangzásvilágának és játékkultúrájának egyre magasabb színvonalra emelésében, de ugyancsak fontos volt a szerepe a város zenei életének alakulásában. Nem „csak” zenekari muzsikus volt, szólistaként is fellépett, előadta a zeneirodalom nagy hegedűversenyeit is. Munkásságáért 1979-ben Miskolc városától Reményi Ede-díjat, 1995-ben pedig Pro Urbe Miskolc díjat kapott. A zenekartól 2005-ben vonult nyugdíjba. Alig két év múlva, 2007 őszén, hosszú, súlyos betegség után hunyt el. A Szentpéteri kapui városi temetőben nyugszik.
A Reményi Ede Kamarazenekar bérletes hangversenysorozatot hirdetett Gál Károly emlékére.